# 三官庙乡 (蓝田县)
三官庙乡是中国陕西省西安市蓝田县下辖的一个乡。

## 行政区划
三官庙乡下辖以下行政区：
三官庙村、宋家坡村、面岭村、过风岭村、杨顶村、曹湾村、里峪湾村、新房街村、马前湾村、冯岭村、韩岭村、高坪村